# 石和郵便局
石和郵便局（いさわゆうびんきょく）は山梨県笛吹市にある郵便局。民営化前の分類では集配普通郵便局であった。

## 概要
住所：〒406-8799 山梨県笛吹市石和町市部458

## 沿革
- 1872年8月4日（明治5年7月1日） - 石和郵便取扱所として開設[1]。
- 1875年（明治8年）1月1日 - 石和郵便局（五等）となる。
- 1885年（明治18年）8月1日 - 貯金取扱を開始。
- 1888年（明治21年）5月1日 - 為替取扱を開始。
- 1897年（明治30年）3月1日 - 石和郵便電信局となる。
- 1903年（明治36年）4月1日 - 通信官署官制の施行に伴い石和郵便局となる。
- 1921年（大正10年）7月16日 - 電話交換業務を開始[2]。
- 1965年（昭和40年）3月8日 - 電話交換業務を甲府電報電話局に、和文電報配達業務を甲府電報電話局、別田郵便局[3]および錦生郵便局[4]にそれぞれ移管[5]。
- 1969年（昭和44年）6月1日 - 特定郵便局から普通郵便局に局種別改定。
- 1989年（平成元年）3月27日 - 八代郵便局および御坂郵便局から集配業務を移管。
- 1995年（平成7年）3月26日 - 岡部郵便局の廃止に伴い、取扱事務を承継。
- 1998年（平成10年）9月1日 - 外国通貨の両替および旅行小切手の売買に関する業務取扱を開始。
- 2007年（平成19年）10月1日 - 民営化に伴い、併設された郵便事業石和支店に一部業務を移管。
- 2012年（平成24年）10月1日 - 日本郵便株式会社発足に伴い、郵便事業石和支店を石和郵便局に統合。

## 取扱内容
- 郵便、印紙、ゆうパック、内容証明
- 貯金、為替、振替、振込、国際送金、国債、投資信託
- 生命保険、バイク自賠責保険、自動車保険
- ゆうちょ銀行ATM
- 「406-00xx」「406-08xx」区域（笛吹市＝旧東八代郡一宮町域および旧東八代郡芦川村域を除く）の集配業務
- ゆうゆう窓口

## 周辺
- 笛吹市役所
- 石和温泉
- 国道411号
- 笛吹川

## アクセス
- JR中央本線 石和温泉駅から南へ約1.1km（徒歩約13分）
- 山梨交通バス、富士急バス、笛吹市営バス 鵜飼山停留所下車
- 中央自動車道 一宮御坂ICから北西へ約4km
- 駐車場あり：9台